# Emmanuele Kanyama
Emmanuele Kanyama (* 25. Dezember 1962 in Dedza, Malawi; † 17. Februar 2018 in Kapiri, Malawi) war ein malawischer Geistlicher und römisch-katholischer Bischof von Dedza.

## Leben
Emmanuele Kanyama empfing am 4. August 1990 das Sakrament der Priesterweihe für das Bistum Dedza.
Am 4. Juli 2007 ernannte ihn Papst Benedikt XVI. zum Bischof von Dedza. Der Bischof von Lilongwe, Rémi Sainte-Marie MAfr, spendete ihm am 6. Oktober desselben Jahres die Bischofsweihe; Mitkonsekratoren waren der Erzbischof von Blantyre, Tarcisius Gervazio Ziyaye, und der emeritierte Bischof von Lilongwe, Felix Eugenio Mkhori.
Emmanuele Kanyama starb an den Folgen seiner Diabeteserkrankung. Sein Grab befindet sich auf dem Kathedralfriedhof in Bembeke.

## Einzelnachweis
1. ↑  Mwayi Mkandawire: Just in: Catholic Bishop Emmanuel Kanyama dead. malawi24.com, 17. Februar 2018, abgerufen am 18. Februar 2018 (englisch).

| Vorgänger              | Amt                         | Nachfolger     |
| ---------------------- | --------------------------- | -------------- |
| Rémi Sainte-Marie MAfr | Bischof von Dedza 2007–2018 | Peter Chifukwa |

| Personendaten    | Personendaten                                                   |
| ---------------- | --------------------------------------------------------------- |
| NAME             | Kanyama, Emmanuele                                              |
| KURZBESCHREIBUNG | malawischer Geistlicher, römisch-katholischer Bischof von Dedza |
| GEBURTSDATUM     | 25. Dezember 1962                                               |
| GEBURTSORT       | Dedza, Malawi                                                   |
| STERBEDATUM      | 17. Februar 2018                                                |
| STERBEORT        | Kapiri, Malawi                                                  |